# Großer Preis von Deutschland 1973
Der Große Preis von Deutschland 1973 (offiziell XXXV Großer Preis von Deutschland) fand am 5. August auf dem Nürburgring in Nürburg statt und war das elfte Rennen der Automobil-Weltmeisterschaft 1973.

## Berichte

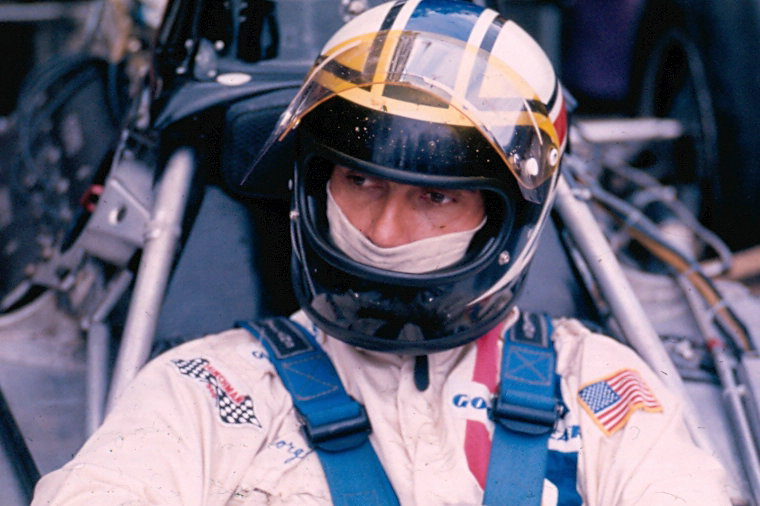
George Follmer

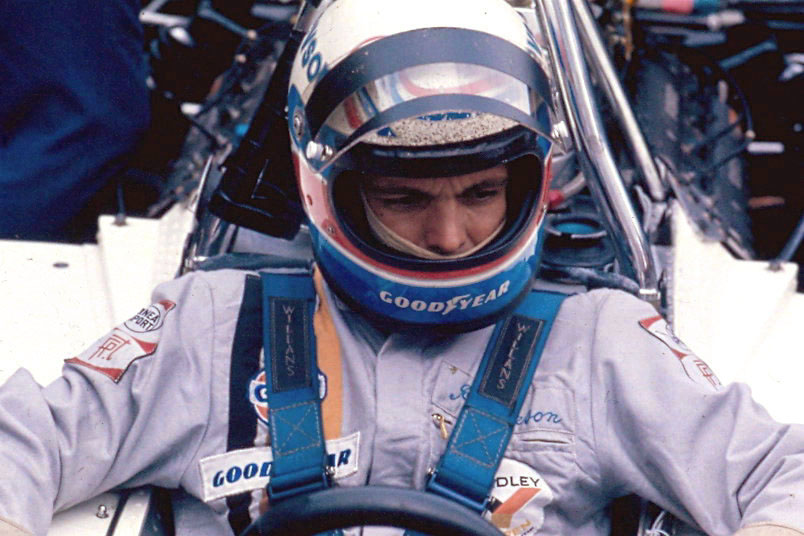
Peter Revson

### Hintergrund
Nur eine Woche lag zwischen dem tragisch verlaufenen Großen Preis der Niederlande und dem nächsten WM-Lauf auf dem Nürburgring. Das March-Werksteam trat aus Respekt vor dem tödlichen verunglückten Werksfahrer Roger Williamson nicht an.
Die Teams Ferrari, Hesketh, Ensign und Tecno fehlten ebenfalls. Stattdessen wurde das Feld ergänzt, indem einige Werksteams einen dritten Wagen einsetzten. So erhielt Ferrari-Stammfahrer Jacky Ickx die Möglichkeit, den Grand Prix ausnahmsweise für McLaren zu bestreiten. Jochen Mass absolvierte seinen zweiten GP-Einsatz am Steuer eines dritten Surtees. Rolf Stommelen übernahm fortan das Steuer des dritten Werks-Brabham, der unter der Teambezeichnung "Ceramica Pagnossin" in der ersten Saisonhälfte meist von Andrea de Adamich gefahren worden war.
Henri Pescarolo erhielt von Frank Williams zum zweiten Mal in dieser Saison die Gelegenheit, den zweiten Iso-Marlboro zu fahren.
Das Fehlen von Ferrari und Tecno bewirkte, dass ausnahmsweise ausschließlich britische Teams mit ausschließlich britischen Fahrzeugen zu dem Rennen antraten. Es war zudem das letzte Rennen ohne Beteiligung eines italienischen Fahrers bis zum Großen Preis von Australien 2012.

### Training
David Purley, der in Zandvoort vergeblich versucht hatte, Williamson zu retten, fehlte am ersten Trainingstag, da er an dessen Beerdigung teilnahm. Er qualifizierte sich am Samstag weit abgeschlagen für den letzten Startplatz.
Jackie Stewart sicherte sich die Pole-Position und verwies Ronnie Peterson auf den zweiten Startplatz. Die zweite Reihe teilte sich Stewarts Teamkollege François Cevert mit McLaren-Gaststarter Ickx, der als anerkannter Nordschleifen-Spezialist die beiden Stammfahrer Peter Revson und Denis Hulme um mehr als sechs Sekunden unterbot. Die dritte Startreihe setzte sich aus dem B.R.M. von Niki Lauda und dem Brabham von Carlos Reutemann zusammen.
Emerson Fittipaldi hatte sich noch nicht vollständig von seinen in Zandvoort erlittenen Verletzungen erholt, was sich in seiner Qualifikation für den 14. Startplatz niederschlug.
Der Stammfahrer im Team Frank Williams Racing Cars, Howden Ganley, verunglückte im Training, nachdem an seinem Iso-Marlboro die Bremsen versagt hatten. Da eine Reparatur des daraufhin stark beschädigten Wagens bis zum Rennen nicht möglich war, musste der Neuseeländer auf den Start verzichten.

### Rennen
Wie üblich fand sich eine große Zuschauermenge entlang der rund 22,8 Kilometer langen Rennstrecke ein. Bei sonnigem Wetter erlebte das Publikum, wie Stewart von der Pole aus in Führung ging und diese Position unangefochten bis ins Ziel hielt. Ihm folgte sein Teamkollege Cevert aus der zweiten Startreihe. Bereits im ersten Umlauf endete das Rennen von Peterson aufgrund eines Motorschadens. Dadurch gelangte Ickx auf den dritten Rang. Bis ins Ziel änderte sich an der Reihenfolge der ersten drei Piloten nichts mehr. Die deutliche Überlegenheit der beiden Tyrrell verursachte diesen recht unspektakulären Rennverlauf.
Den vierten Rang belegte zunächst Lauda, bis er im Bereich des Streckenabschnittes Kesselchen von der Fahrbahn abkam und ausschied. Auch Revson verunglückte, sodass der Kampf um den vierten Platz zwischen Reutemann, Hulme und Carlos Pace ausgetragen wurde. Reutemann kam ebenfalls nicht über die volle Distanz und Hulme fiel später zurück, sodass alle drei angetretenen Brasilianer letzten Endes in die Punkteränge fuhren. Neben Pace waren dies die beiden Fittipaldi-Brüder, wobei Wilson Fittipaldi ausnahmsweise vor seinem jüngeren Bruder lag.
Stewarts 27. und letzter Grand-Prix-Sieg markierte damals einen Rekord, der erst beim Großen Preis von Belgien 1987 durch Alain Prost zunächst eingestellt und schließlich beim Großen Preis von Portugal 1987 gebrochen wurde.

## Meldeliste
| Team                           | Nr. | Fahrer               | Chassis          | Motor                    | Reifen |
| ------------------------------ | --- | -------------------- | ---------------- | ------------------------ | ------ |
| John Player Team Lotus         | 01  | Emerson Fittipaldi   | Lotus 72E        | Ford Cosworth DFV 3.0 V8 | G      |
| John Player Team Lotus         | 02  | Ronnie Peterson      | Lotus 72E        | Ford Cosworth DFV 3.0 V8 | G      |
| Elf Team Tyrrell               | 05  | Jackie Stewart       | Tyrrell 006      | Ford Cosworth DFV 3.0 V8 | G      |
| Elf Team Tyrrell               | 06  | François Cevert      | Tyrrell 006      | Ford Cosworth DFV 3.0 V8 | G      |
| Yardley Team McLaren           | 07  | Denis Hulme          | McLaren M23      | Ford Cosworth DFV 3.0 V8 | G      |
| Yardley Team McLaren           | 08  | Peter Revson         | McLaren M23      | Ford Cosworth DFV 3.0 V8 | G      |
| Yardley Team McLaren           | 30  | Jacky Ickx           | McLaren M23      | Ford Cosworth DFV 3.0 V8 | G      |
| Ceramica Pagnossin Team        | 09  | Rolf Stommelen       | Brabham BT42     | Ford Cosworth DFV 3.0 V8 | G      |
| Motor Racing Developments      | 10  | Carlos Reutemann     | Brabham BT42     | Ford Cosworth DFV 3.0 V8 | G      |
| Motor Racing Developments      | 11  | Wilson Fittipaldi    | Brabham BT42     | Ford Cosworth DFV 3.0 V8 | G      |
| Embassy Racing                 | 12  | Graham Hill          | Shadow DN1       | Ford Cosworth DFV 3.0 V8 | G      |
| Clarke-Mordaunt-Guthrie Racing | 15  | Mike Beuttler        | March 731        | Ford Cosworth DFV 3.0 V8 | G      |
| UOP Shadow Racing Team         | 16  | George Follmer       | Shadow DN1       | Ford Cosworth DFV 3.0 V8 | G      |
| UOP Shadow Racing Team         | 17  | Jackie Oliver        | Shadow DN1       | Ford Cosworth DFV 3.0 V8 | G      |
| LEC Refrigeration Racing       | 18  | David Purley         | March 731        | Ford Cosworth DFV 3.0 V8 | G      |
| Marlboro B.R.M.                | 19  | Clay Regazzoni       | BRM P160E        | BRM P142 3.0 V12         | F      |
| Marlboro B.R.M.                | 20  | Jean-Pierre Beltoise | BRM P160E        | BRM P142 3.0 V12         | F      |
| Marlboro B.R.M.                | 21  | Niki Lauda           | BRM P160E        | BRM P142 3.0 V12         | F      |
| Brooke Bond Oxo Team Surtees   | 23  | Mike Hailwood        | Surtees TS14A    | Ford Cosworth DFV 3.0 V8 | F      |
| Brooke Bond Oxo Team Surtees   | 24  | Carlos Pace          | Surtees TS14A    | Ford Cosworth DFV 3.0 V8 | F      |
| Team Surtees                   | 31  | Jochen Mass          | Surtees TS14A    | Ford Cosworth DFV 3.0 V8 | F      |
| Frank Williams Racing Cars     | 25  | Howden Ganley        | Iso-Marlboro IR2 | Ford Cosworth DFV 3.0 V8 | F      |
| Frank Williams Racing Cars     | 26  | Henri Pescarolo      | Iso-Marlboro IR1 | Ford Cosworth DFV 3.0 V8 | F      |

## Klassifikationen

### Startaufstellung
| Pos. | Fahrer               | Konstrukteur | Zeit   | Ø-Geschwindigkeit | Start |
| ---- | -------------------- | ------------ | ------ | ----------------- | ----- |
| 01   | Jackie Stewart       | Tyrrell-Ford | 7:07,8 | 192,160 km/h      | 01    |
| 02   | Ronnie Peterson      | Lotus-Ford   | 7:08,3 | 191,936 km/h      | 02    |
| 03   | François Cevert      | Tyrrell-Ford | 7:09,3 | 191,488 km/h      | 03    |
| 04   | Jacky Ickx           | McLaren-Ford | 7:09,7 | 191,310 km/h      | 04    |
| 05   | Niki Lauda           | B.R.M.       | 7:09,9 | 191,221 km/h      | 05    |
| 06   | Carlos Reutemann     | Brabham-Ford | 7:15,1 | 188,936 km/h      | 06    |
| 07   | Peter Revson         | McLaren-Ford | 7:15,9 | 188,589 km/h      | 07    |
| 08   | Denis Hulme          | McLaren-Ford | 7:16,5 | 188,330 km/h      | 08    |
| 09   | Jean-Pierre Beltoise | B.R.M.       | 7:18,1 | 187,642 km/h      | 09    |
| 10   | Clay Regazzoni       | B.R.M.       | 7:18,2 | 187,599 km/h      | 10    |
| 11   | Carlos Pace          | Surtees-Ford | 7:18,8 | 187,343 km/h      | 11    |
| 12   | Henri Pescarolo      | Iso-Ford     | 7:18,8 | 187,343 km/h      | 12    |
| 13   | Wilson Fittipaldi    | Brabham-Ford | 7:19,1 | 187,215 km/h      | 13    |
| 14   | Emerson Fittipaldi   | Lotus-Ford   | 7:19,7 | 186,959 km/h      | 14    |
| 15   | Jochen Mass          | Surtees-Ford | 7:20,4 | 186,662 km/h      | 15    |
| 16   | Rolf Stommelen       | Brabham-Ford | 7:22,2 | 185,902 km/h      | 16    |
| 17   | Jackie Oliver        | Shadow-Ford  | 7:22,3 | 185,860 km/h      | 17    |
| 18   | Mike Hailwood        | Surtees-Ford | 7:22,3 | 185,860 km/h      | 18    |
| 19   | Howden Ganley        | Iso-Ford     | 7:25,1 | 184,691 km/h      | DNS   |
| 20   | Mike Beuttler        | March-Ford   | 7:26,6 | 184,071 km/h      | 19    |
| 21   | Graham Hill          | Shadow-Ford  | 7:27,1 | 183,865 km/h      | 20    |
| 22   | George Follmer       | Shadow-Ford  | 7:28,3 | 183,373 km/h      | 21    |
| 23   | David Purley         | March-Ford   | 7:54,2 | 173,357 km/h      | 22    |

### Rennen
| Pos. | Fahrer               | Konstrukteur | Runden | Stopps | Zeit      | Start | Schnellste Runde |
| ---- | -------------------- | ------------ | ------ | ------ | --------- | ----- | ---------------- |
| 01   | Jackie Stewart       | Tyrrell-Ford | 14     | 0      | 1:42:03,0 | 01    |                  |
| 02   | François Cevert      | Tyrrell-Ford | 14     | 0      | + 1,6     | 03    |                  |
| 03   | Jacky Ickx           | McLaren-Ford | 14     | 0      | + 41,2    | 04    |                  |
| 04   | Carlos Pace          | Surtees-Ford | 14     | 0      | + 53,8    | 11    | 7:11,4 (13.)     |
| 05   | Wilson Fittipaldi    | Brabham-Ford | 14     | 0      | + 1:19,9  | 13    |                  |
| 06   | Emerson Fittipaldi   | Lotus-Ford   | 14     | 0      | + 1:24,3  | 14    |                  |
| 07   | Jochen Mass          | Surtees-Ford | 14     | 0      | + 1:25,2  | 15    |                  |
| 08   | Jackie Oliver        | Shadow-Ford  | 14     | 0      | + 1:25,7  | 17    |                  |
| 09   | Peter Revson         | McLaren-Ford | 14     | 0      | + 2:11,8  | 07    |                  |
| 10   | Henri Pescarolo      | Iso-Ford     | 14     | 0      | + 2:22,5  | 12    |                  |
| 11   | Rolf Stommelen       | Brabham-Ford | 14     | 0      | + 3:27,3  | 16    |                  |
| 12   | Denis Hulme          | McLaren-Ford | 14     | 1      | + 3:38,7  | 08    |                  |
| 13   | Graham Hill          | Shadow-Ford  | 14     | 0      | + 3:49,0  | 20    |                  |
| 14   | Mike Hailwood        | Surtees-Ford | 13     | 1      | + 1 Runde | 18    |                  |
| 15   | David Purley         | March-Ford   | 13     | 1      | + 1 Runde | 22    |                  |
| 16   | Mike Beuttler        | March-Ford   | 13     | 2      | + 1 Runde | 19    |                  |
| –    | Carlos Reutemann     | Brabham-Ford | 7      | 0      | DNF       | 06    |                  |
| –    | Clay Regazzoni       | B.R.M.       | 7      | 0      | DNF       | 10    |                  |
| –    | George Follmer       | Shadow-Ford  | 5      | 0      | DNF       | 21    |                  |
| –    | Jean-Pierre Beltoise | B.R.M.       | 4      | 0      | DNF       | 09    |                  |
| –    | Niki Lauda           | B.R.M.       | 1      | 0      | DNF       | 05    |                  |
| –    | Ronnie Peterson      | Lotus-Ford   | 0      | 0      | DNF       | 02    |                  |

## WM-Stände nach dem Rennen
Die ersten sechs des Rennens bekamen 9, 6, 4, 3, 2 bzw. 1 Punkt(e). In der Konstrukteurswertung zählten nur die Punkte des bestplatzierten Fahrers eines Teams. Es zählten nur die besten sieben Ergebnisse aus den ersten acht Rennen und die besten sechs aus den letzten sieben Rennen. Streichresultate sind in Klammern gesetzt.

### Fahrerwertung
| Pos. | Fahrer               | Konstrukteur                | Punkte |
| ---- | -------------------- | --------------------------- | ------ |
| 01   | Jackie Stewart       | Tyrrell-Ford                | 60     |
| 03   | François Cevert      | Tyrrell-Ford                | 45     |
| 02   | Emerson Fittipaldi   | Lotus-Ford                  | 42     |
| 04   | Ronnie Peterson      | Lotus-Ford                  | 25     |
| 05   | Peter Revson         | McLaren-Ford                | 23     |
| 06   | Denis Hulme          | McLaren-Ford                | 23     |
| 09   | Jacky Ickx           | Ferrari / McLaren-Ford      | 11     |
| 07   | Carlos Reutemann     | Brabham-Ford                | 8      |
| 08   | James Hunt           | March-Ford                  | 8      |
| 10   | Arturo Merzario      | Ferrari                     | 6      |
| 11   | George Follmer       | Shadow-Ford                 | 5      |
| 12   | Jean-Pierre Beltoise | B.R.M.                      | 4      |
| 15   | Carlos Pace          | Surtees-Ford                | 3      |
| 13   | Wilson Fittipaldi    | Brabham-Ford                | 3      |
| 14   | Andrea de Adamich    | Surtees-Ford / Brabham-Ford | 3      |
| 16   | Niki Lauda           | B.R.M.                      | 2      |
| 17   | Clay Regazzoni       | B.R.M.                      | 1      |
| 18   | Chris Amon           | Tecno                       | 1      |
| 19   | Gijs van Lennep      | Iso-Ford                    | 1      |
| 20   | Mike Beuttler        | March-Ford                  | 0      |

| Pos. | Fahrer             | Konstrukteur | Punkte |
| ---- | ------------------ | ------------ | ------ |
| 21   | Howden Ganley      | Iso-Ford     | 0      |
| 22   | Jochen Mass        | Surtees-Ford | 0      |
| 23   | Henri Pescarolo    | March-Ford   | 0      |
| 24   | Mike Hailwood      | Surtees-Ford | 0      |
| 25   | Jackie Oliver      | Shadow-Ford  | 0      |
| 26   | Nanni Galli        | Iso-Ford     | 0      |
| 27   | Jody Scheckter     | McLaren-Ford | 0      |
| 28   | Graham Hill        | Shadow-Ford  | 0      |
| 29   | Rolf Stommelen     | Brabham-Ford | 0      |
| 30   | Luiz Bueno         | Surtees-Ford | 0      |
| 31   | Rikky von Opel     | Ensign-Ford  | 0      |
| 32   | David Purley       | March-Ford   | 0      |
| –    | Jean-Pierre Jarier | March-Ford   | 0      |
| –    | Eddie Keizan       | Tyrrell-Ford | 0      |
| –    | Jackie Pretorius   | Iso-Ford     | 0      |
| –    | Dave Charlton      | Lotus-Ford   | 0      |
| –    | Reine Wisell       | March-Ford   | 0      |
| –    | John Watson        | Brabham-Ford | 0      |
| –    | Roger Williamson † | March-Ford   | 0      |
| –    | Graham McRae       | Iso-Ford     | 0      |

### Konstrukteurswertung
| Pos. | Konstrukteur | Punkte  |
| ---- | ------------ | ------- |
| 01   | Tyrrell-Ford | 71 (75) |
| 02   | Lotus-Ford   | 59 (63) |
| 03   | McLaren-Ford | 42      |
| 04   | Brabham-Ford | 14      |
| 05   | Ferrari      | 12      |
| 06   | March-Ford   | 8       |

| Pos. | Konstrukteur | Punkte |
| ---- | ------------ | ------ |
| 07   | B.R.M.       | 7      |
| 08   | Shadow-Ford  | 5      |
| 09   | Surtees-Ford | 3      |
| 10   | Tecno        | 1      |
| 11   | Iso-Ford     | 1      |
| 12   | Ensign-Ford  | 0      |